# Leon Grotowski
Leon Grotowski herbu Rawicz (ur. 3 kwietnia 1834 w Jaćmierzu, zm. 4 czerwca 1922 w Wiedniu) – poseł do Rady Państwa, członek Rady powiatu sanockiego, właściciel dóbr.

## Życiorys
Syn Franciszka Grotowskiego i Marii z domu Ostaszewskiej. Był żonaty z Marią z domu Starzeńską (ur. 1845). Po rodzicach dziedziczył dobra Jaćmierz i Posada Jaćmierska (Górna i Dolna). W Jaćmierzu Leon Grotowski posiadał karczmę. W 2. poł. XIX wieku wykonywał prawo patronatu nad parafią Wniebowzięcia Najświętszej Maryi Panny w Jaćmierzu. Pod koniec XIX wieku był właścicielem tabularnym dóbr w Posadzie Jaćmierskiej dolnej i górnej. Na początku XX wieku posiadał w Jaćmierzu 355 ha, a w Posadzie Jaćmierskiej 111 ha (zaś jego żona Maria w Chmurówce 149,4 ha).
Był wybierany do Rady c. k. powiatu sanockiego jako reprezentant grupy większych posiadłości: w 1867 (pełnił funkcję zastępcy członka wydziału), w 1870 (ponownie został zastępcą członka wydziału), ponownie był członkiem rady w 1871, 1872, 1874. Został wybrany posłem do Rady Państwa w Wiedniu VII kadencji (1885-1891 jako reprezentant wielkiej własności z powiatów Sanok, Brzozów, Lesko, Krosno). Był członkiem oddziału sanocko-lisko-krośnieńskiego C. K. Towarzystwa Gospodarskiego we Lwowie, później członkiem oddziału sanockiego C. K. Galicyjskiego Towarzystwa Gospodarskiego.
Synami Leona Grotowskiego byli Stefan (1867, dyplomata) i Władysław (1871-1930, odziedziczył majątek po rodzicach)
Zmarł 4 czerwca 1922 w Wiedniu i tam został pochowany.
Na cmentarzu w Jaćmierzu znajduje się zabytkowa kaplica grobowa rodzin Ostaszewskich i Grotowskich.